# Даррен, Джеймс
Джеймс Да́ррен (англ. James Darren; 8 июня 1936, Филадельфия, Пенсильвания — 2 сентября 2024, Лос-Анджелес, Калифорния) — американский актёр кино и телевидения, режиссёр (телесериалов) и певец. В конце 1950-х — начале 1960-х у него были заметные главные и второстепенные роли в молодёжных и «пляжных» фильмах, особенно он запомнился зрителю ролью в картине «Гиджет» (1959) и нескольких её сиквелах.
Был известен как певец в поджанре тин-поп, самая известная его песня в этом плане «Прощай, жестокий мир» (1961).

## Биография
Джеймс Уильям Эрколани (его настоящее имя) родился 8 июня 1936 года в Филадельфии (штат Пенсильвания, США). Его родители были итальянцы, отца звали Уильям Рэй, мать — Вирджиния Долорес Липиано; младший брат — Джон. Джеймс вырос в Южной Филадельфии, его соседями были ставшие известными певцы-актёры, кумиры подростков итальянского происхождения Фабиан Форте (род. 1943) и Фрэнки Авалон (род. 1940). Также Джеймс заявлял, что его соседями были певец Эл Мартино (1927—2009) и певец-актёр Эдди Фишер (1928—2010).
Джеймс решил стать киноактёром, поэтому, окончив среднюю школу, уехал в Нью-Йорк, где учился актёрскому мастерству в студии Стеллы Адлер (на момент начала обучения ему не было ещё 17 лет). Также юноша начал петь, хотя сам он позднее так говорил об этом: «На самом деле я не был певцом. Я был ребёнком в Филадельфии, где отец водил меня по барам и ночным клубам, и я вставал и пел пару песен».
В 1954 году он переехал в Лос-Анджелес, «чтобы его заметили».
В июле 1956 года Джеймса «обнаружила» агент по поиску талантов Джойс Селзник (племянница известного Дэвида Селзника; в то время она работала в Screen Gems). После собеседования она сразу взяла молодого человека на работу, и уже через неделю он подписал семилетний контракт с Columbia Pictures. Согласно рекомендации студии, он взял себе «более благообразный» англизированный актёрский псевдоним Джеймс Даррен, и уже через несколько недель он начал сниматься в фильме «Грохот в доках». Это был малобюджетный криминальный нуар, не получивший особой известности, однако Даррена здесь взяли сразу на главную роль.
Актёр сразу полюбился зрителям, ему начало приходить множество писем, но настоящую известность Даррен приобрёл после выхода на экран фильма «Гиджет» (1959). В титрах он был указан третьим (после «звёзд» Сандры Ди и Клиффа Робертсона), но фактически исполнил здесь главную роль, а также спел заглавную песню и все прочие в этой картине. Даррен был красив, считался «кумиром подростков», тысячи девушек были влюблены в его экранный образ, газета Los Angeles Times в одной своей заметке так сказала о его внешности: «…темноволосый сердцеед с глазами, как у щенка».
В 1963 году контракт Даррена с Columbia Pictures закончился, и актёр не стал его продлевать, уйдя в Universal Pictures. Что касается певческой карьеры, в 1965 году у него закончился контракт со звукозаписывающей студией Colpix Records, и после этого он стал работать на Warner Records.
В 1969 году Даррен на несколько месяцев уехал в Италию, чтобы сняться в главной роли в ставшем весьма известном эротическом триллере «Венера в мехах» (производство Италия—ФРГ).
В 1970-х годах Даррен прославился регулярными выступлениями в различных ночных клубах. С середины 1970-х годов актёр переключился на съёмки в телесериалах, а не в полнометражных фильмах, хотя до этого в основном снимался в кинолентах.
В 1974 году стал крёстным отцом Анджелы Ламберт — дочь Нэнси Синатры, племянница Фрэнка Синатры-мл. и внучка Фрэнка Синатры (с которым Даррен был очень близко дружен).
С 1986 по 1997 год выступил режиссёром примерно 40 эпизодов шестнадцати телесериалов и одного телефильма.
В 1998 году Даррен получил признание от фанатов «Звёздного пути»: в восьми эпизодах сериала «Звёздный путь: Глубокий космос 9» он исполнил роль голографического крунера и советчика по имени Вик Фонтейн. По собственным словам, «это была одна из самых приятных ролей, что он когда-либо играл».
В 2001 году Даррен окончил актёрскую карьеру, хотя много лет спустя, в 2017 году, снялся всё же в кинофильме «Счастливчик». Также в 2001 году Даррен перестал петь, хотя в 2019 году выпустил альбом-компиляцию Live! For The First Time.
Джеймс Даррен умер 2 сентября 2024 года от застойной сердечной недостаточности в Лос-Анджелесе в Седарс-Синайском медицинском центре. У него остались вдова, трое сыновей и пятеро внуков.

### Личная жизнь
В 1955 году Даррен (тогда ещё не актёр, а просто 19-летний Джеймс Эрколани) женился на девушке по имени Глория Барбара Терлицки, с которой у него уже несколько лет, ещё со школы, были романтические отношения. 25 июня 1959 года последовал развод (некоторые источники указывают просто «1958 год»), от брака остался сын, Джим Морет (род. 1956; был усыновлён третьим мужем Глории, поэтому носит фамилию не Даррен), он стал юристом, а затем — главным корреспондентом синдицированного телевизионного новостного журнала Inside Edition и ведущим на CNN.

6 февраля 1960 года Даррен женился на девушке по имени Эви Норлунд (род. 1938). Датчанка, обычная парикмахер, приехавшая в Голливуд, чтобы побороться за титул «Мисс Вселенная», так как в 1958 году стала «Мисс Дания». Хотя она и не победила, утешительным призом для неё стал краткосрочный контракт с Columbia Pictures. В 1959 году она снялась в небольших ролях в двух эпизодах двух сериалов, актрисой так и не стала. Именно на этих съёмках она познакомилась с Дарреном, они год встречались до свадьбы, пока он разводился с Глорией. Брак длился 64 года до самой смерти мужа в 2024 году. От брака остались двое сыновей: Энтони (род. 1964; малоизвестный актёр телевидения: в 1982—1991 годах исполнил роли в четырёх эпизодах трёх сериалов) и Кристиан (род. 1960; малоизвестный сценарист: в 1987—2007 годах был указан в титрах к шести эпизодам четырёх сериалов, к одному телефильму и одному полнометражному мультфильму).
- С первой женой, Глорией Терлицки, начало 1957 г. Младенец — их сын, Джеймс Уильям Эрколани-мл., позднее ставший известным под именем Джим Морет
- С Шелли Фабаре в «Шоу Донны Рид» (1959)
- Со второй женой, Эви Норлунд. Медовый месяц в Риме, февраль 1960.
- Слева направо: Джордж Чакирис, Иветт Мимьё и Джеймс Даррен на промо-фото к фильму «Алмазная коронка бура[англ.]» (1962)
- Слева направо: Боб Хоуп, Джо Стаффорд и Джеймс Даррен в «Шоу Джо Стаффорд» (1963)
- В сериале «Туннель времени» (1966)

## Дискография
За свою певческую карьеру Даррен выпустил более 50 песен, собранных в 14 альбомов (в том числе были альбомы-компиляции из старых песен), гастролировал по всему миру. Ниже указаны несколько из них, получивших хоть какую-то известность.

Песни
- 1960 — Потому что они молоды. № 29 в UK Singles Chart (Великобритания).
- 1962 — Прощай, жестокий мир. № 1 в CHUM Chart[англ.] / RPM (Канада); № 3 в Billboard Hot 100 (США)[4], № 28 в UK Singles Chart.
- 1962 — Её королевское величество. № 6 в Billboard Hot 100[22]; № 8 в CHUM Chart / RPM; № 36 в UK Singles Chart.
- 1965 — Потому что ты моя. № 30 в Adult Contemporary (США).
- 1967 — С тех пор, как у меня нет тебя[англ.]. № 12 в Billboard Hot 100.

Альбомы
- 1963 — Подростковый треугольник (совместно с Полом Петерсеном и Шелли Фабаре)
- 1999 — Это от чистого сердца[12]
- 2001 — Из-за тебя[12]

## Фильмография

### Актёр на широком экране
- 1956 — Грохот в доках[англ.] / Rumble on the Docks — Джимми Смигельски
- 1957 — Операция «Безумная вечеринка»[англ.] / Operation Mad Ball — рядовой Видовскас
- 1957 — Братья Рико / The Brothers Rico — Джонни Рико (младший брат)
- 1957 — Случай в Тихуане[англ.] / The Tijuana Story — Митч
- 1958 — Походка стрелка́[англ.] / Gunman's Walk — Дэви Хакетт
- 1959 — Гиджет / Gidget — Джеффри Мэттьюс «Лунный пёс», сёрфер
- 1959 — История Джина Кру́пы[англ.] / The Gene Krupa Story — Эдди Сиро́та
- 1960 — Все молодые люди[англ.] / All the Young Men — рядовой Коттон
- 1960 — Никто не напишет мне эпитафию[англ.] / Let No Man Write My Epitaph — Ник Романо
- 1961 — Пушки острова Наварон / The Guns of Navarone — рядовой Спирос Паппадимос
- 1961 — Гиджет едет на Гавайи[англ.] / Gidget Goes Hawaiian — Джеффри Мэттьюс «Лунный пёс»
- 1962 — Алмазная коронка бура[англ.] / Diamond Head — Пол Кахана
- 1963 — Легкомысленные отправляются в Рим[англ.] / Gidget Goes to Rome — Джеффри Мэттьюс «Лунный пёс»
- 1964 — Для тех, кто молод душой[англ.] / For Those Who Think Young — Гарднер «Динь» Прюитт-третий, богач и тусовщик
- 1964 — Быстромобиль[англ.] / The Lively Set — Кейси Оуэнс, автомеханик-изобретатель
- 1969 — Венера в мехах / Paroxismus / Venus im Pelz[23] — Джимми Логан
- 2017 — Счастливчик / Lucky — Поли

### Актёр телевидения
- 1959 — Опознание[англ.] / The Lineup — Визи (в эпизоде Vengeful Knife)
- 1959, 1961 — Шоу Донны Рид / The Donna Reed Show — 3 персонажа (в 2 эпизодах)
- 1966 — Путешествие на дно моря / Voyage to the Bottom of the Sea — Омир (в эпизоде The Mechanical Man)
- 1966—1967 — Туннель времени / The Time Tunnel — доктор Тони Ньюман (в 30 эпизодах)
- 1971 — Город на дне моря / City Beneath the Sea — доктор Талти
- 1971 — Любовь по-американски[англ.] / Love, American Style — Роджер Барнс (в эпизоде Love and the Monsters[англ.])
- 1976 — Спецназ / S.W.A.T. — Джоуи Уэйд (в 2 эпизодах[англ.])
- 1976 — Женщина-полицейский / Police Woman — Рик Маттео (в 2 эпизодах[англ.])
- 1977 — Блеяние чёрной овцы[англ.] / Baa Baa Black Sheep — лейтенант-полковник Род Тауэрс (в эпизоде The War Biz Warrior)
- 1977 — Пёрышко и отцовская банда[англ.] / The Feather and Father Gang — Прейгер (в эпизоде For the Love of Sheila)
- 1977 — Ангелы Чарли / Charlie's Angels — Дэвид Барзак (в эпизоде Circus of Terror[англ.])
- 1977 — Полицейская история[англ.] / Police Story — Роджер Льюис (в эпизоде Stigma[англ.])
- 1978—1979 — Гавайи 5-O / Hawaii Five-O — Джонни Манро (в 2 эпизодах[англ.])
- 1979—1982 — Остров фантазий / Fantasy Island — три персонажа (в 3 эпизодах[англ.])
- 1980 — Вегас[англ.] / Vegas — Пол Брэкен (в эпизоде Consortium[англ.])
- 1981 — Лодка любви / The Love Boat — Тони Стритер (в 2 эпизодах[англ.])
- 1982—1986 — Ти Джей Хукер / T. J. Hooker — Джим Корриган, офицер полиции (в 66 эпизодах[англ.])
- 1983 — Однажды за один раз / One Day at a Time — Роджер Александр (в эпизоде The Cruise[англ.])
- 1992 — Ворон[англ.] / Raven — Билли Шарп (в эпизоде Is Someone Crazy in Here or Is It Me; в титрах не указан)
- 1992 — Отступник / Renegade — Лу Дельгадо (в эпизоде Second Chance[англ.])
- 1997 — Диагноз: убийство / Diagnosis: Murder — Мэтью Уотсон, член городского совета (в эпизоде Murder Blues)
- 1998—1999 — Звёздный путь: Глубокий космос 9 / Star Trek: Deep Space Nine — Вик Фонтейн[англ.], голографический крунер и советчик (в 8 эпизодах)
- 1999 — Мелроуз-Плейс / Melrose Place — Тони Марлин (в 5 эпизодах[англ.])

### Актёр озвучивания
- 1963 — Под деревом любви[англ.] / Under the Yum Yum Tree — исполнение заглавной песни во время начальных титров
- 1964 — Привет, я — медведь Йоги / Hey There, It's Yogi Bear! — Мишка Йоги (вокал)
- 1965 — Флинтстоуны / The Flintstones — Джимми Дэррок (в эпизоде Surfin' Fred[англ.])

### Режиссёр телесериалов
- 1986 — Ти Джей Хукер / T. J. Hooker (эпизод Into the Night[англ.])
- 1986 — Команда «А» / The A-Team (эпизод Family Reunion[англ.])
- 1987 — Стингрей[англ.] / Stingray (эпизод Night Maneuvers)
- 1987—1988 — Оборотень[англ.] / Werewolf (7 эпизодов)
- 1987—1991 — Охотник / Hunter (7 эпизодов[англ.])
- 1988 — Нечто из другого мира[англ.] / Something Is Out There (эпизод Night of the Visitors)
- 1992 — Собачье дело[англ.] / Tequila and Bonetti (эпизод Tale of the Dragon)
- 1992—1993 — Ворон[англ.] / Raven (4 эпизода)
- 1993 — Крутой Уокер: Правосудие по-техасски / Walker, Texas Ranger (эпизод Storm Warning)
- 1994 — Отступник / Renegade (эпизод The King and I[англ.])
- 1994—1995 — Шёлковые сети[англ.] / Silk Stalkings (3 эпизода)
- 1995 — Человек ниоткуда / Nowhere Man (эпизод The Incredible Derek)
- 1996 — Беверли-Хиллз, 90210 / Beverly Hills, 90210 (2 эпизода)
- 1996—1997 — Саванна / Savannah (4 эпизода)
- 1996—1997 — Мелроуз-Плейс / Melrose Place (2 эпизода[англ.])